# Ali Maher Pascha

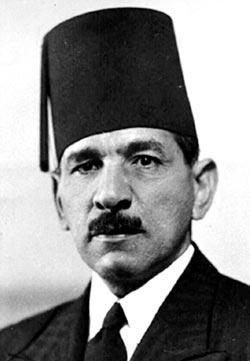
Ali Maher

Ali Maher Pascha (arabisch علي ماهر باشا, * 1882  in Kairo; † 25. August 1960 in Genf) war ein ägyptischer Politiker, der zwischen 1936 und 1952 viermal Ministerpräsident Ägyptens war.

## Leben
Ali Maher schloss sich 1919 der von Saad Zaghlul Pascha gegründeten Wafd-Partei an. Er war 1923 maßgeblich an der Ausarbeitung der ägyptischen Verfassung beteiligt. Im Kabinett von Ahmed Ziwar Pascha war er von 1924 bis 1926 Erziehungsminister und von 1928 bis 1929 unter Muhammad Mahmoud Pascha Finanzminister. Kurzzeitig gehörte er auch dem Kabinett von Ismail Sidqi Pascha an. 1936 wurde er erstmals für wenige Monate Ministerpräsident. Bei Beginn des Zweiten Weltkrieges war er erneut Ministerpräsident. Als er sich nach dem Kriegseintritt Italiens 1940 weigerte, die diplomatischen Beziehungen abzubrechen, wurde er auf Druck der britischen Regierung entlassen, nachdem Botschafter Miles Lampson am 23. Juni 1940 bei König Faruq seine Absetzung gefordert hatte. Von 1942 bis Kriegsende war er interniert. 
Zwischen Januar und März 1952 wurde er erneut Ministerpräsident; ein letztes Mal bekleidete er dieses Amt von Juli bis September 1952 nach dem Putsch der Freien Offiziere. Nach Auseinandersetzungen mit den Revolutionären über die Landreform zog er sich aus der Politik zurück.